# 今村涼子
今村 涼子（いまむら りょうこ、1975年1月22日 - ）は、奈良県出身の気象予報士。オフィスNick Nack所属。

## 来歴
奈良女子大学文学部卒業。1999年3月、気象予報士資格取得。損害保険会社の営業事務職を経てウェザーニューズ入社。NHK仙台放送局の天気コーナーでテレビ初出演（2000年より2年間出演した）。2008年9月にウェザーニューズを退社し、同年10月にオフィスNick Nack入社。身長167cm。

## 主な出演

### 現在
- スーパーJチャンネル（テレビ朝日系、平日レギュラー気象予報士[1]）

### 過去
- やじうまプラス（テレビ朝日系）
- ウェザーニュース（衛星放送）
- 地球天気予報（NHK衛星放送局）
- ニュース（NHK仙台放送局）